# Maria-Theresia-Bastion

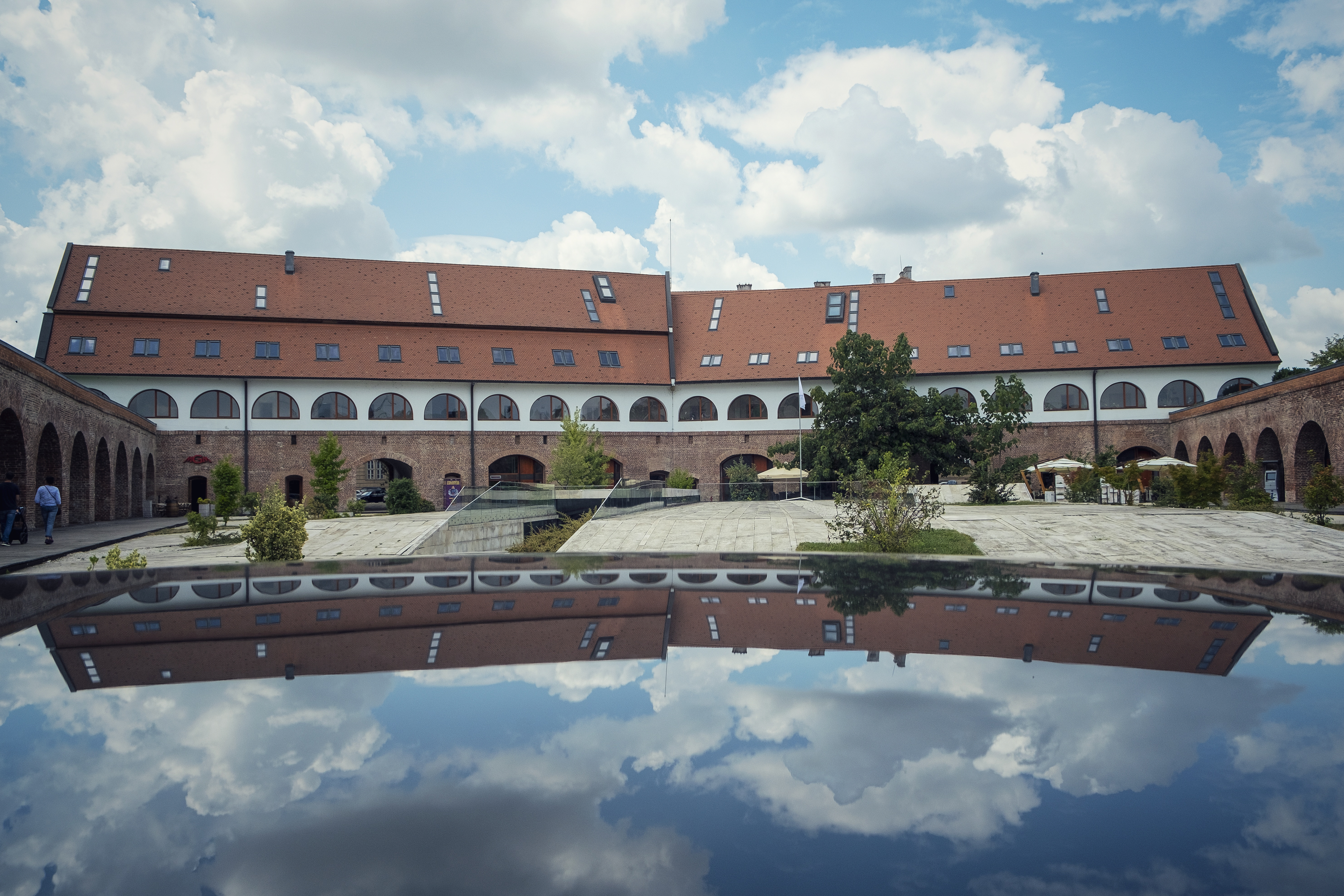
Maria-Theresia-Bastion, 2019

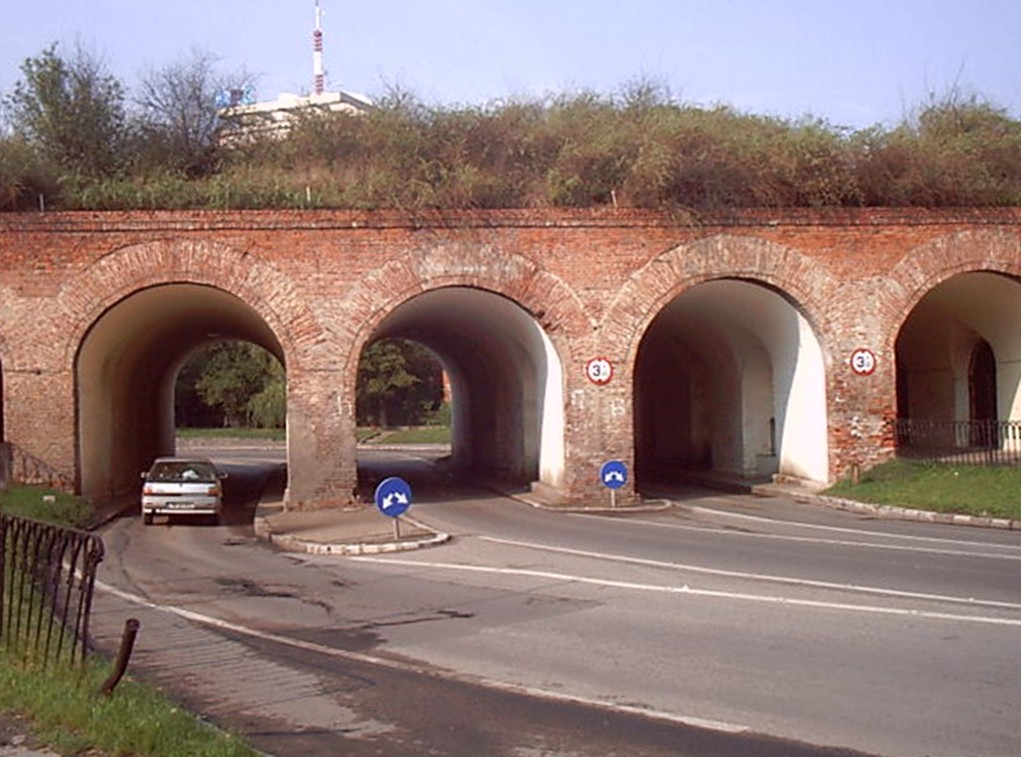
Die Durchfahrt unter der Maria-Theresia-Bastion, 2006

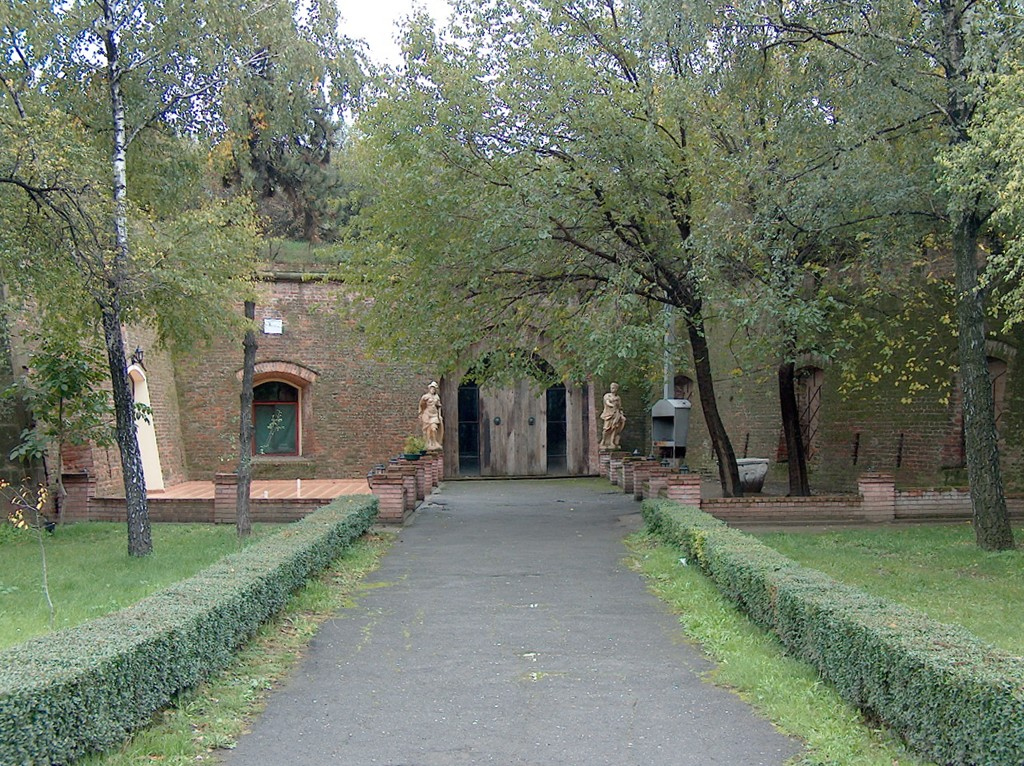
Teil der Maria-Theresia-Bastion, 2007

Die Maria-Theresia-Bastion (rumänisch Bastionul Maria Terezia), auch Maria-Theresia-Bastei ist eine denkmalgeschützte historische Festungsanlage in der westrumänischen Stadt Timișoara. Sie liegt in der Inneren Stadt, südlich des Piața Dr. I. C. Brătianu an der Strada Hector. In der Stadt selbst spricht man meist kurz von der Bastion.

## Geschichte
Das damalige Temeswar mit dem umliegenden Banat wurde von den Habsburgern im Zuge des Ausbaus der Militärgrenze durch eine starke Festungsanlage vom Typ Vauban gesichert, die zwischen 1723 und 1765 von dem Gouverneur der Region, Claudius Florimund Mercy, gebaut wurde. Sie ersetzte veraltete Bauten und die kleinere osmanische Zitadelle. Die Festung Temeswar (rumänisch Cetate oder Cetatea Timișoara, lateinisch Castrum Timensiensis) bestand aus neun Bastionen. In der zweiten Hälfte des 19. Jahrhunderts wurde der überwiegende Teil der Befestigungsmauern abgerissen, um Platz für die sich schnell ausweitende Innere Stadt zu schaffen.
Die Maria-Theresia-Bastion, benannt nach der österreichischen Kaiserin Maria Theresia, wurde zwischen 1730 und 1735 aus Ziegelsteinen gebaut und ist der größte Schutzmauerteil, der von der alten Festung Temeswar erhalten ist. Sie umfasst etwa 1,7 Hektar des Stadtkerns.
Auch die Maria-Theresia-Bastion war bereits zum Abriss bestimmt, jedoch wurde das weitläufige Bauwerk Anfang der 1970er Jahre in das Stadtbild integriert. Eine Hauptverkehrsstraße passiert die Anlage mittels fünf Durchfahrten, die zahlreichen Kasematten unter den Gewölben wurden wiederhergestellt und nutzbar gemacht. Seither haben sich hier Geschäfte und gastronomische Betriebe angesiedelt, ebenso eine Diskothek, eine Spielbank, eine Buchhandlung sowie zwei permanente Ausstellungen des Banater Nationalmuseums (Ausstellung Information- und Kommunikation, Technologie und Die Violine – eine lebenslange Leidenschaft), und die Sektion für Ethnographie des Dorfmuseums. So verbindet das Areal als Knotenpunkt zwischen dem historischen Stadtkern und den neueren Stadtteilen unterschiedliche Entwicklungsperioden der Stadt.
Ab 2008 wurde die Bastion im großen Stil in fünf Bauabschnitten restauriert. 20.000 Quadratmeter Mauerwerksteile wurden durch Sandstrahlarbeiten gereinigt und beschädigte Stellen ausgewechselt. Der Arbeitsumfang beinhaltete unter anderem Abbruch- und Ausschachtungsarbeiten, Fundamentsicherung und Rissverpressung, Schalldämmung und Wärmeschutz sowie die Überarbeitung der Innenräume. Die Gesamtinvestition betrug 9,7 Millionen Euro, davon fünf Millionen aus dem PHARE-Fond der Europäischen Union, 2,3 Millionen Euro vom Temescher Kreisrat und 750.000 Euro vom Temeswarer Rathaus. Der Beginn der Bauarbeiten hatte sich mehrfach durch gerichtliche Klagen von Geschäftanliegern verzögert. Im Januar 2011 wurden die Renovierungsarbeiten im Wesentlichen abgeschlossen.

## Weitere Fragmente der Festung
Neben der Maria-Theresia-Bastion existieren noch vier weitere Festungsfragmente, und zwar an der Strada Alexandru Ioan Cuza, im Botanischen Garten von Timișoara und auf der Piața Timișoara 700 – dort einmal nördlich und einmal südlich der Strada Coriolan Brediceanu.

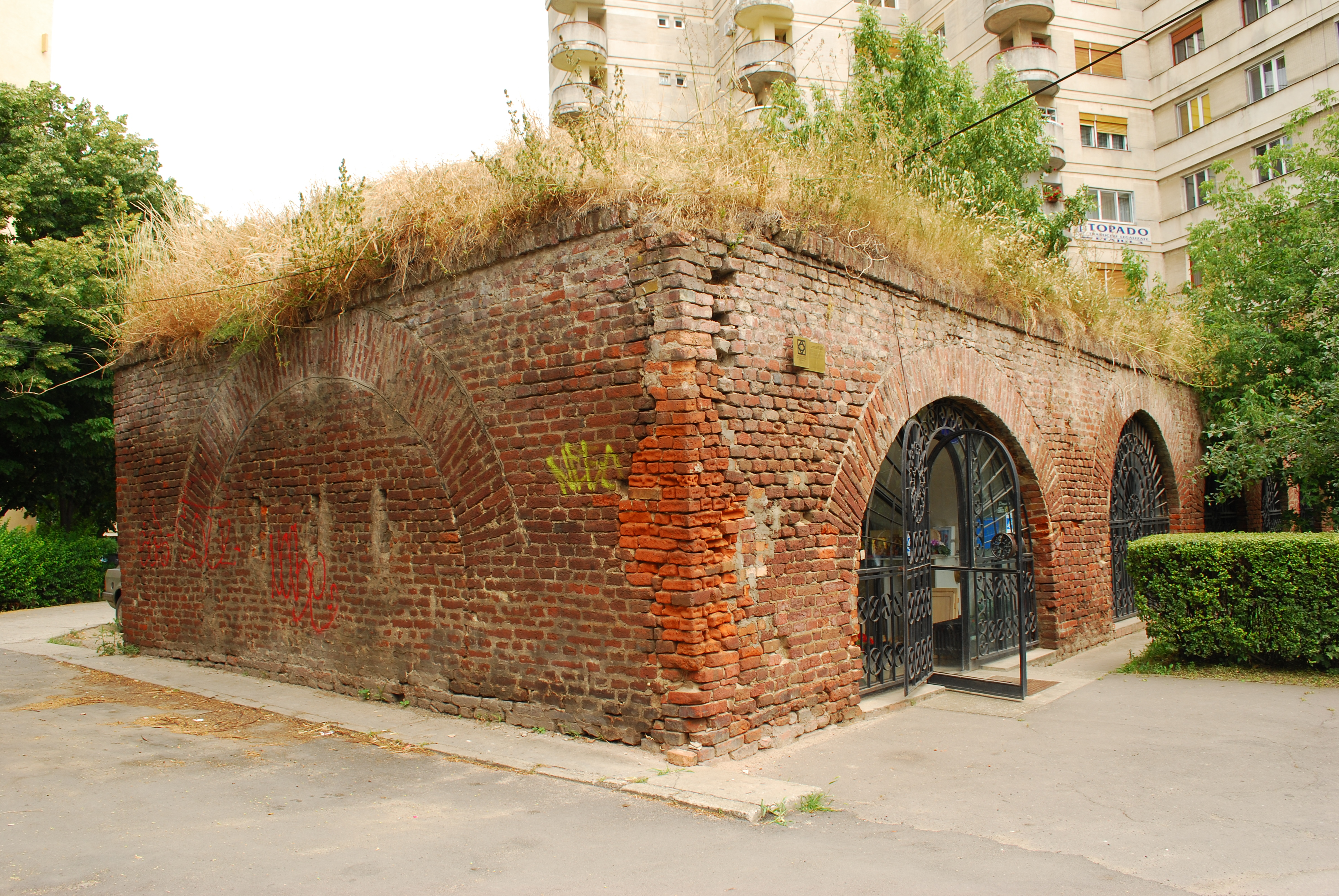
Fragment an der Strada Alexandru Ioan Cuza, ehemaliges Pulverlager
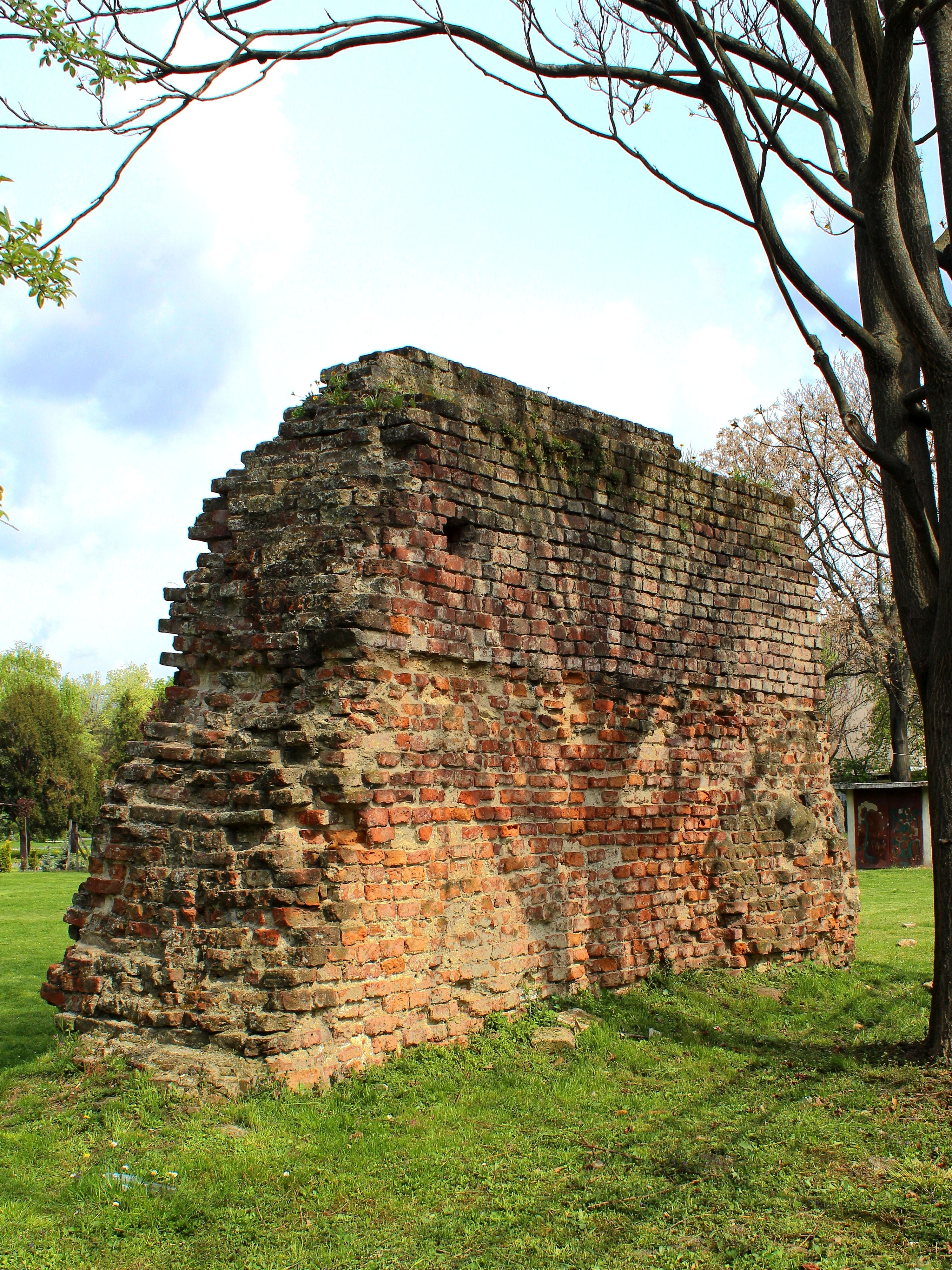
Fragment im Botanischen Garten
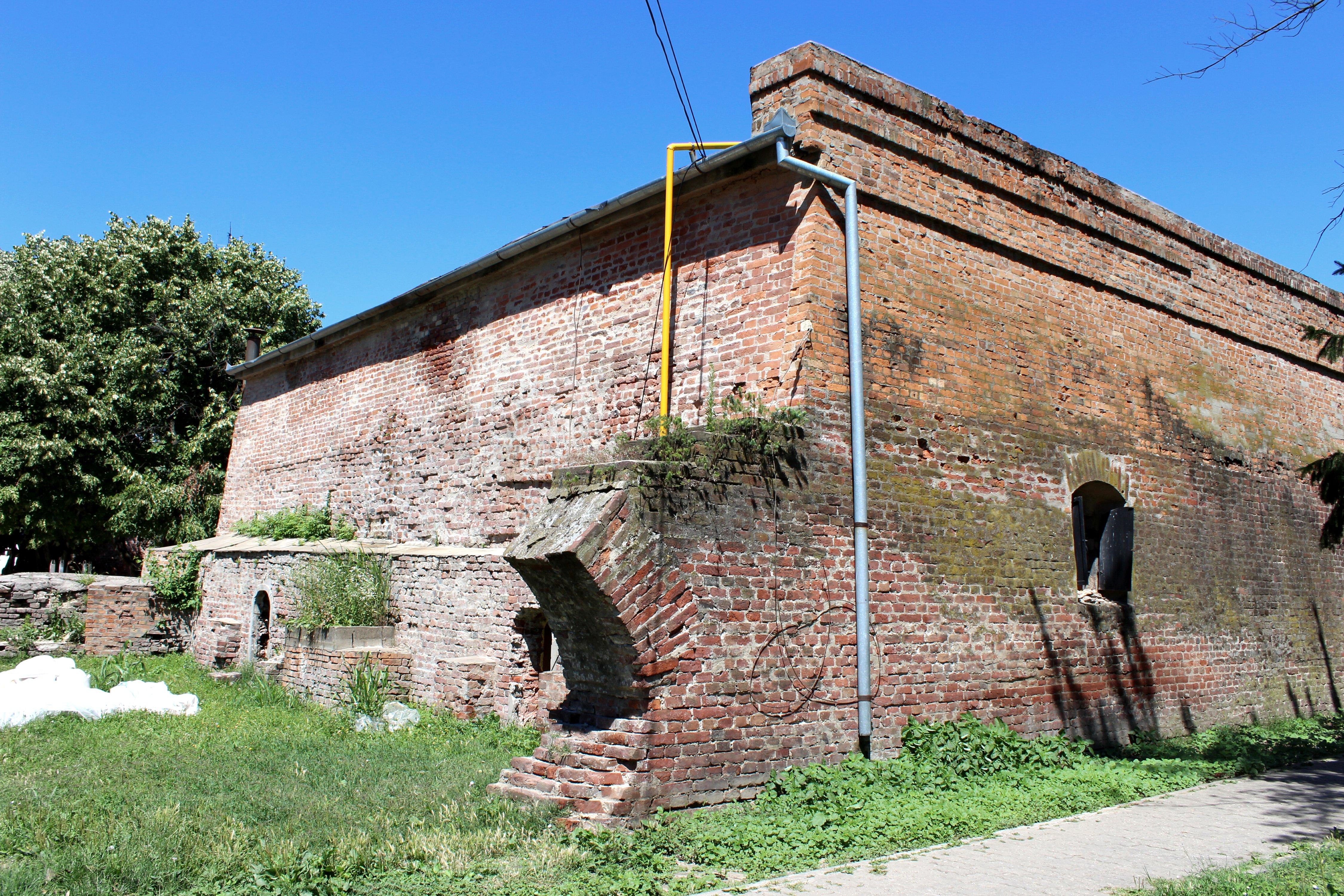
Fragment auf der Piața Timișoara 700, nördlich der Strada Coriolan Brediceanu
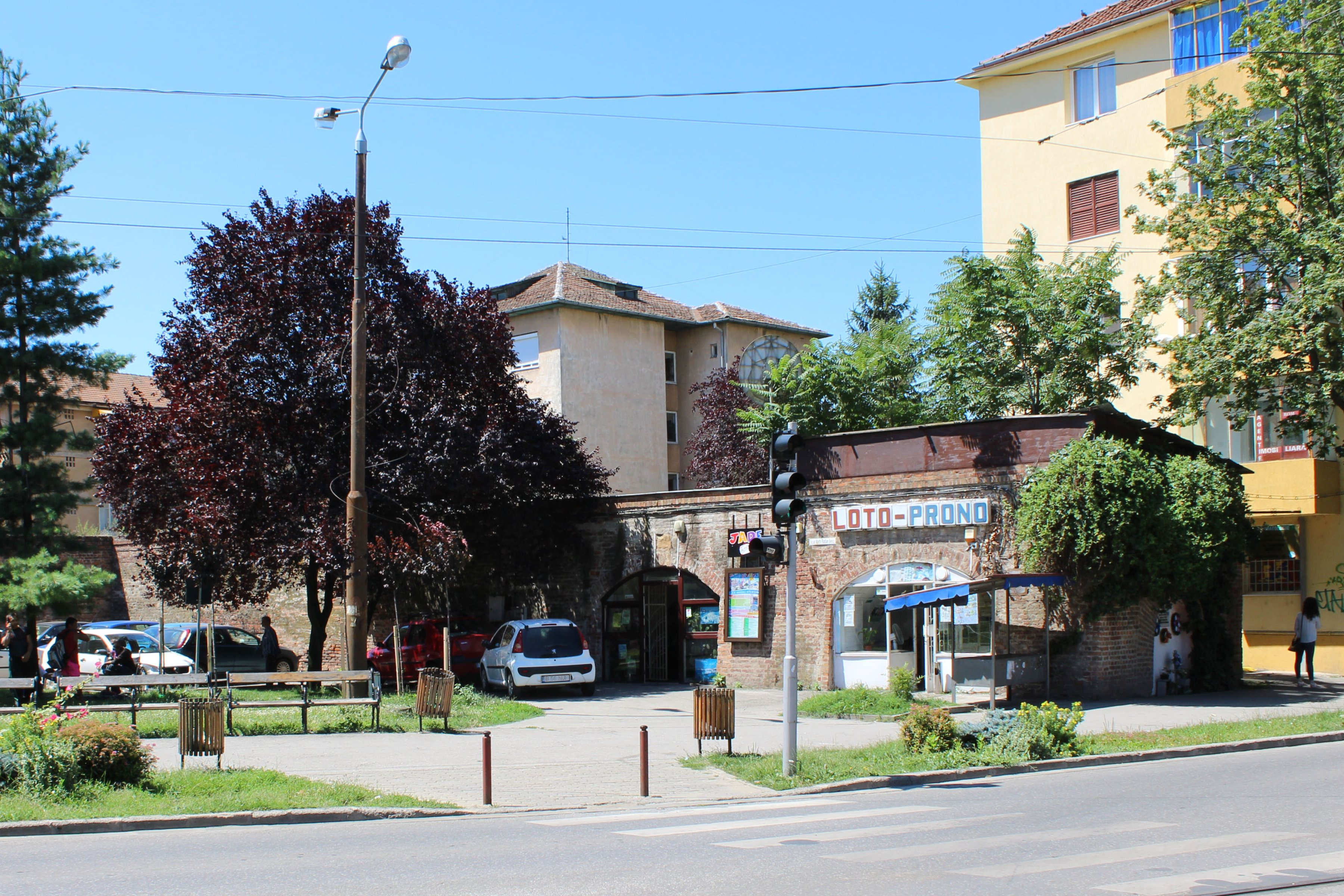
Fragment auf der Piața Timișoara 700, südlich der Strada Coriolan Brediceanu